# Puchenii Mari
Puchenii Mari est une commune roumaine du județ de Prahova, dans la région historique de Valachie et dans la région de développement du Sud.

## Géographie
La commune de Puchenii Mari est située dans le sud du județ, sur la rive droite de la Prahova, dans la plaine valaque, à 15 km au sud de Ploiești, le chef-lieu du județ et à 45 km au nord de la capitale Bucarest.
La municipalité est composée des sept villages suivants (population en 1992) :
- Miroslăvești (2 005) ;
- Moara (532) ;
- Odăile (625) ;
- Pietroșani (2 576) ;
- Puchenii Mari (1 532), siège de la commune ;
- Puchenii Mici (559) ;
- Puchenii-Moșneni (1 439).

## Histoire
La première mention écrite de la commune date de 1573 sous le nom de Bragarești.

## Politique
| Identité                       | Période | Période  | Durée |
| Identité                       | Début   | Fin      | Durée |
| ------------------------------ | ------- | -------- | ----- |
| Alexandru-Sorin Constantin (d) | 2012    | 2016     | 4 ans |
| Constantin Negoi (d)           | 2016    | En cours | 9 ans |

## Démographie
Lors du recensement de 2011, 96,86 % de la population se déclarent roumains (3,1 % ne déclarent pas d'appartenance ethnique et 0,03 % déclarent appartenir à une autre ethnie).
De plus, 95,01 % déclarent être chrétiens orthodoxes et 1,46 % être adventistes du septième jour (3,1 % ne déclarent pas d'appartenance religieuse et 0,41 % déclarent appartenir à une autre ethnie).

## Économie
L'économie de la commune repose sur l'agriculture (céréales et cultures maraichères sous serres), la vannerie et le commerce.

## Communications

### Routes
La commune est située sur la route nationale DN1 Bucarest-Ploiești. La route régionale DJ129E rejoint Râfov à l'est et la DJ139 se dirige vers Brazi à 'ouest.

## Lieux et monuments
- Église St Georges (Sf. Gheorghe) datant de 1861 avec des fresques de Nicolae Grigorescu.